# عاج گیاهی

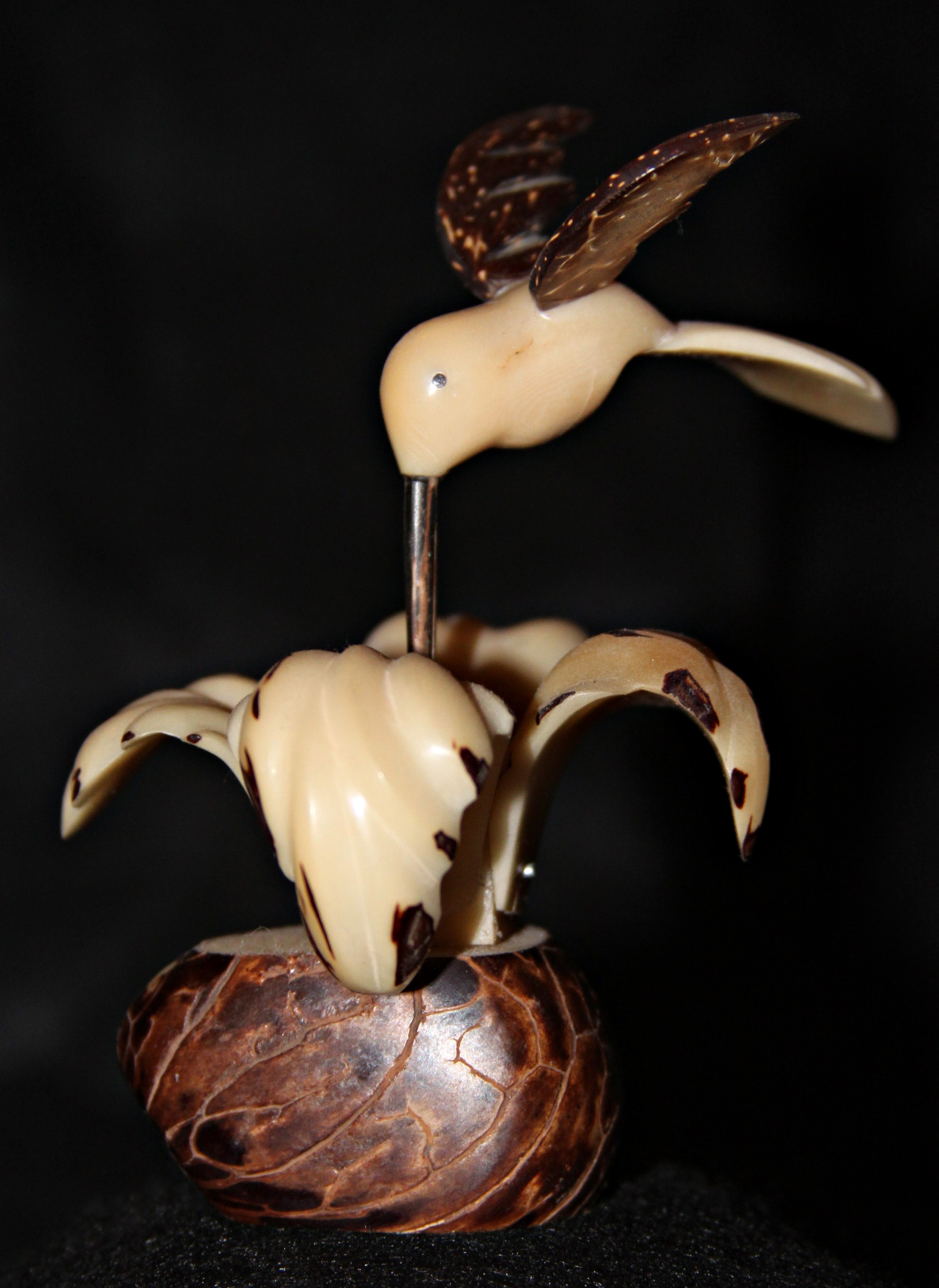
کنده‌کاری آجیل تاگوا

عاج‌گیاهی (به انگلیسی: Vegetable ivory) یا آجیل تاگوا محصولی است که از درون‌دانه سفید و بسیار سخت بذر درختان نخل تهیه می‌شود. عاج‌گیاهی به دلیل شباهت آن به عاج حیوانات نامگذاری شده است. گونه‌های «Phytelephas» به معنی «گیاه فیل»، بومی آمریکای‌جنوبی، مهم‌ترین منابع عاج‌گیاهی هستند.
از دانه‌های نخل عاج‌کارولین (Metroxylon amicarum) در جزایر کارولین، نخل ناتانگورا (Metroxylon warburgii) در جزایر سلیمان و وانواتو، و نخل بادبزن‌واقعی «Hyphaene petersiana»، در جنوب صحرای‌آفریقا، نیز برای تولید عاج‌گیاهی استفاده می‌شود.
نخل تاگوا تا ۱۵ سال طول می‌کشد تا بالغ شود. اما وقتی به این مرحله رسید، می‌تواند عاج‌گیاهی را تا ۱۰۰ سال تولید کند. در هر سال یک نخل تاگوا می‌تواند تا ۲۰ پوند عاج‌گیاهی تولید کند.
ماده‌ای که در دکمه‌ها استفاده می‌شود کوروزو (corozo) یا کوروسو (corosso) نامیده می‌شود.

## گونه‌ها
برخی از گونه‌هایی که عاج‌گیاهی از آنها برداشت می‌شود عبارتند از:
Phytelephas macrocarpa (عمدتا در پرو و بولیوی)
Phytelephas aequatorialis (عمدتا در اکوادور)
Phytelephas looksannii (عمدتا در کلمبیا)
Phytelephas tenuicaulis

## موارد استفاده

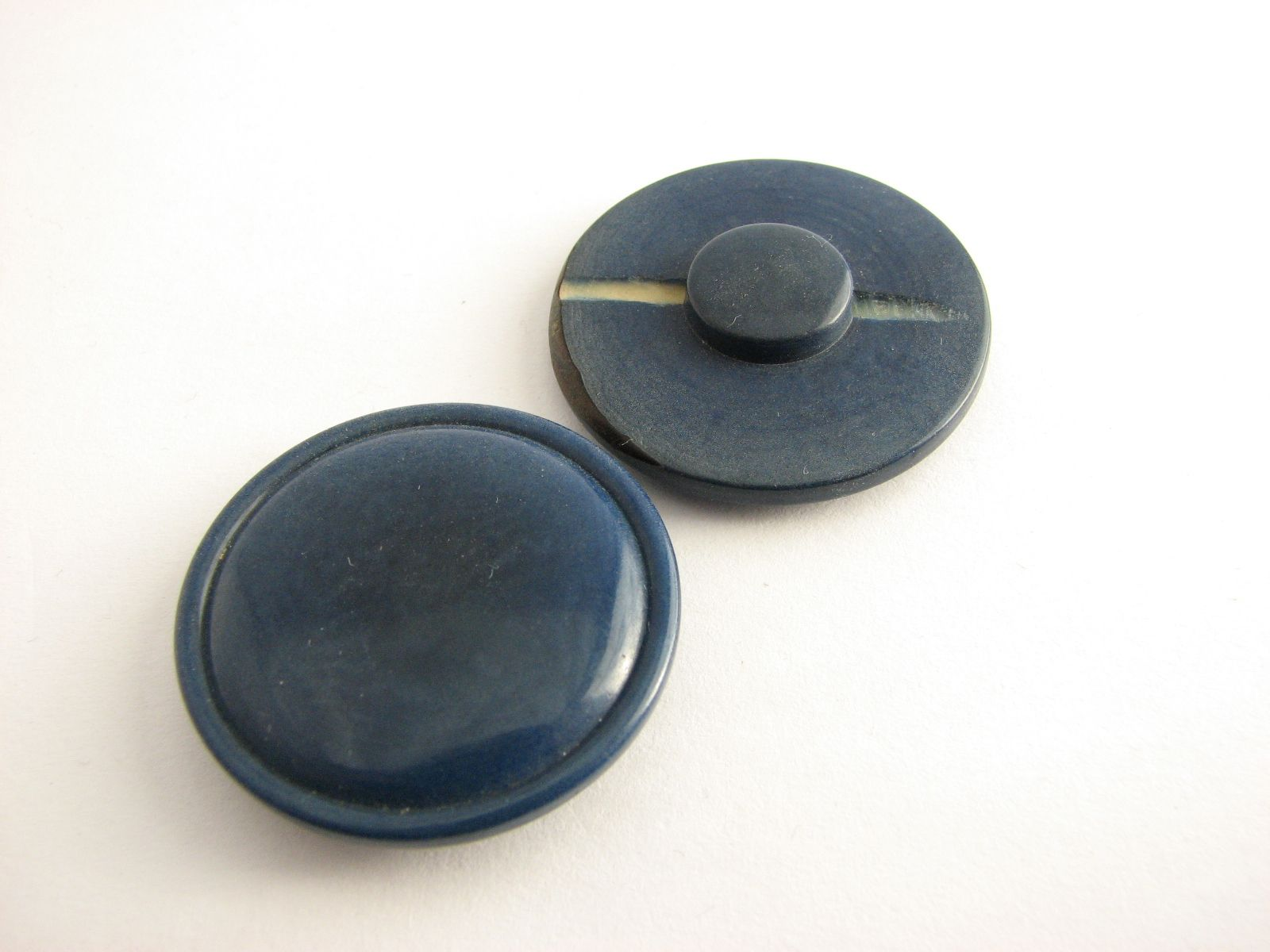
این دکمه‌های آجیل تاگوا، دانه‌بندی بافت را نشان می‌دهد. سوراخ کنده شده در ساق نیز به رنگ طبیعی است.

استفاده اولیه از عاج‌گیاهی که از دهه ۱۸۸۰ گواهی شده است برای ساخت دکمه‌ها بود. راچستر، نیویورک، یک مرکز تولیدی بود که در آن دکمه‌ها «تحت بهبودسازی مخفی در میان تولیدکنندگان راچستر قرار می‌گرفتند»، که احتمالاً «زیبایی و کیفیت پوشیدن» آنها را بهبود می‌بخشید. قبل از اینکه پلاستیک در تولید دکمه متداول شود، حدود ۲۰٪ از کل دکمه‌های تولید شده در آمریکا از عاج‌گیاهی ساخته می‌شد.
از عاج‌گیاهی برای تهیه تاس، دسته چاقو و مهره‌های شطرنج، بسیار استفاده شده است. این ماده بسیار سخت و متراکم است. مانند سنگ، تراشیدن با چاقو بسیار سخت است اما در عوض به اره‌دستی و سوهان نیاز دارد.
عاج‌گیاهی به‌طور طبیعی سفید با ساختار دانه مرمری خوب است. می‌توان آن را رنگ کرد، رنگ‌آمیزی دانه‌بندی را نمایان می‌کند. هنوز هم معمولاً در دکمه‌ها، جواهرات و کنده‌کاری‌های هنری استفاده می‌شود. بسیاری از دکمه‌های عاج‌گیاهی به شکلی تزئین شده بودند که از رنگ طبیعی آجیل تاگوا به عنوان کنتراست با سطح رنگ شده استفاده می‌کردند، زیرا رنگ از عمق لایه اول نفوذ نمی‌کرد. این امر همچنین به شناسایی مواد کمک می‌کند.